# Каризіо
Каризіо (італ. Carisio, п'єм. Caris) — муніципалітет в Італії, у регіоні П'ємонт, провінція Верчеллі.
Каризіо розташоване на відстані близько 530 км на північний захід від Рима, 60 км на північний схід від Турина, 21 км на північний захід від Верчеллі.
Населення — 870 осіб (2014).
Щорічний фестиваль відбувається 10 серпня. Покровитель — святий мученик Лаврентій.

## Демографія
Населення за роками:

Станом на 1 січня 2023 року в муніципалітеті офіційно проживало 67 іноземців з 11 країн, серед них 35 громадян країн Євросоюзу та 5 громадян України.

## Сусідні муніципалітети
- Балокко
- Буронцо
- Кавалья
- Формільяна
- Салуссола
- Сантія
- Вілланова-Б'єллезе